# Arena Gripe
Arena Gripe – hala widowiskowo-sportowa w Splicie, w Chorwacji. Jest częścią kompleksu sportowego Športski centar Gripe. Jej pojemność wynosi 6000 miejsc.
Powstała w celu goszczenia Igrzysk Śródziemnomorskich 1979. Służy m.in. do rozgrywania meczów piłki ręcznej, piłki siatkowej, koszykówki i futsalu. Organizowano tu mecze Mistrzostw Świata w Piłce Ręcznej Kobiet 2003, tenisowego Pucharu Davisa, mecze bokserskie imprezy rangi mistrzowskiej w podnoszeniu ciężarów, a także wydarzenia muzyczne (m.in. koncert Dire Straits w 1995 roku).